# Hoplolabis (Parilisia) margarita margarita
Hoplolabis (Parilisia) margarita margarita is een ondersoort van de tweevleugelige Hoplolabis (Parilisia) margarita uit de familie steltmuggen (Limoniidae). De ondersoort komt voor in het Nearctisch gebied.